# Franziska Krumwiede-Steiner
Franziska Krumwiede-Steiner (* 23. Juli 1985 in Ingolstadt) ist eine deutsche Politikerin (Bündnis 90/Die Grünen). Sie war von März 2024 bis März 2025 Mitglied des deutschen Bundestag.

## Leben
Nach Abschluss ihrer allgemeinen Hochschulreife in Ingolstadt im Jahr 2006 studierte Krumwiede-Steiner zunächst für zwei Semester Deutsch und Geschichte auf Lehramt an der katholischen Universität Eichstätt-Ingolstadt, ehe sie an die Ruhr-Universität Bochum wechselte und dort 2009 den Bachelor of Arts in den Fächern Germanistik und Geschichte erlangte. 2011 schloss sie ihr Studium mit dem Master of Education ab. 2017 promovierte Krumwiede-Steiner an der Fakultät für Philologie der Ruhr-Universität Bochum und erlangte für ihre Dissertation mit dem Thema „Formen und Funktionen von Mündlichkeit in der Gegenwartsliteratur der 'Sinti und Roma'“ die Note magna cum laude. Seit ihrem 2. Staatsexamen 2022 arbeitete Krumwiede-Steiner als Lehrerin an einer Gesamtschule in Mülheim an der Ruhr.
Krumwiede-Steiner ist verheiratet und Mutter von zwei Töchtern. Sie lebt in Mülheim an der Ruhr. Die Politikerin Agnes Krumwiede ist ihre Schwester.

## Politik
Bei der Bundestagswahl 2017 kandidierte Krumwiede-Steiner erstmals im Bundestagswahlkreis Mülheim – Essen I für Bündnis 90/Die Grünen. Sie erhielt 6,2 Prozent der Erststimmen und schaffte damit nicht den Einzug in den Bundestag. Auch bei der Bundestagswahl 2021 kandidierte Krumwiede-Steiner im Bundestagswahlkreis Mülheim – Essen I und konnte ihr Ergebnis auf 14,1 Prozent verbessern. Der direkte Einzug in den Bundestag gelang ihr jedoch erneut nicht. Auf der Landesliste von Bündnis 90/Die Grünen in Nordrhein-Westfalen für die Bundestagswahl 2021 war sie auf Listenplatz 29 gesetzt, verfehlte jedoch zunächst ein Mandat. Erst durch das Ergebnis der Teilwiederholungswahl am 11. Februar 2024 in Berlin konnte sie in den Deutschen Bundestag über die Landesliste einziehen. Sie trat das Mandat am 4. März 2024 an. Am 13. August 2024 wurde sie Mitglied des Kreisverbandes Oberhausen der Grünen und kandidierte bei 2025 im Wahlkreis Oberhausen – Wesel III für den Bundestag, konnte jedoch kein Mandat gewinnen.
Seit der Kommunalwahl 2014 bis zum Einzug in den Bundestag 2024 vertrat Krumwiede-Steiner die Grünen im Rat der Stadt Mülheim an der Ruhr.
Von 2018 bis 2024 war sie im Landesvorstand der Heinrich-Böll-Stiftung Nordrhein-Westfalen.